# Ryan Johnson (ishockeyspelare född 2001)
Ryan Johnson, född 24 juli 2001, är en amerikansk professionell ishockeyback som är kontrakterad till Buffalo Sabres i National Hockey League (NHL) och spelar för Rochester Americans i American Hockey League (AHL).
Han har tidigare spelat för Minnesota Golden Gophers i National Collegiate Athletic Association (NCAA) och Sioux Falls Stampede i United States Hockey League (USHL).
Johnson draftades av Buffalo Sabres i första rundan i 2019 års draft som 31:a spelare totalt.
Han är son till Craig Johnson.

## Statistik
| 2015–2016   | Anaheim Jr. Ducks U14    |             | 52  | 6  | 35 | 41 | 50 | —  | — | — | — | — |
|             | Anaheim Jr. Ducks U14    | T1EHL       | 10  | 2  | 8  | 10 | 18 | 4  | 0 | 1 | 1 | 0 |
| 2016–2017   | Santa Margarita Eagles   |             | 14  | 2  | 4  | 6  | 0  | —  | — | — | — | — |
|             | Anaheim Jr. Ducks U16    | T1EHL       | 32  | 3  | 21 | 24 | 10 | 4  | 0 | 4 | 4 | 4 |
| 2017–2018   | Anaheim Jr. Ducks U16    | T1EHL       | 35  | 12 | 33 | 45 | 36 | —  | — | — | — | — |
| 2018–2019   | Sioux Falls Stampede     | USHL        | 54  | 6  | 19 | 25 | 26 | 12 | 2 | 6 | 8 | 4 |
| 2019–2020   | Minnesota Golden Gophers | NCAA        | 37  | 0  | 8  | 8  | 20 | —  | — | — | — | — |
| 2020–2021   | Minnesota Golden Gophers | NCAA        | 27  | 2  | 12 | 14 | 12 | —  | — | — | — | — |
| 2021–2022   | Minnesota Golden Gophers | NCAA        | 39  | 3  | 16 | 19 | 14 | —  | — | — | — | — |
| 2022–2023   | Minnesota Golden Gophers | NCAA        | 40  | 4  | 14 | 18 | 8  | —  | — | — | — | — |
| 2023–2024   | Buffalo Sabres           | NHL         | 1   | 0  | 1  | 1  | 0  | —  | — | — | — | — |
|             | Rochester Americans      | AHL         | 9   | 0  | 4  | 4  | 4  | —  | — | — | — | — |
| NHL totalt  | NHL totalt               | NHL totalt  | 1   | 0  | 1  | 1  | 0  | —  | — | — | — | — |
| NCAA totalt | NCAA totalt              | NCAA totalt | 143 | 9  | 50 | 59 | 54 | —  | — | — | — | — |

### Internationellt
| Källa: Uppdaterad: 2023-11-05 | Källa: Uppdaterad: 2023-11-05 | Källa: Uppdaterad: 2023-11-05 |         | Utv = Utvisningsminuter | Utv = Utvisningsminuter | Utv = Utvisningsminuter | Utv = Utvisningsminuter | Utv = Utvisningsminuter |
| År                            | Lag                           | Mästerskap                    | Matcher | Mål                     | Assists                 | Poäng                   | Utv                     |                         |
| ----------------------------- | ----------------------------- | ----------------------------- | ------- | ----------------------- | ----------------------- | ----------------------- | ----------------------- | ----------------------- |
| 2021                          | USA                           | JVM                           | 7       | 1                       | 3                       | 4                       | 6                       |                         |
| Junior totalt                 | Junior totalt                 | Junior totalt                 | 7       | 1                       | 3                       | 4                       | 6                       |                         |